# Kiefferulus opalensis
Kiefferulus opalensis är en tvåvingeart som beskrevs av William Forsyth 1975. Kiefferulus opalensis ingår i släktet Kiefferulus och familjen fjädermyggor. Inga underarter finns listade i Catalogue of Life.